# Архиепархия Парижа
Архиепархия Парижа (лат. Archidioecesis Parisiensis, фр. Archidiocèse de Paris) — одна из 23 архиепархий Католической церкви во Франции. Территория архиепархии распространяется на столицу Франции Париж. В Парижскую митрополию входят епархии Кретея, Эври-Корбей-Эсона, Мо, Нантера, Понтуаза, Сен-Дени, Версаля. Кафедральный собор — Собор Парижской Богоматери.

## История
Христианская традиция возводит основание епархии в Лютеции к середине III века и связывает её с проповедью христианства святым Дионисием Парижским, который и считается первым епископом Парижа. До 1622 года епархия Парижа входила в митрополию Санса. В качестве условной даты основания епархии принят 250 год. Во времена, когда кафедру монополизировал род Гонди, 20 октября 1622 года, епархия получила статус архиепархии.

## Современное состояние
В административном плане архиепархии Парижа подчинены 7 епархий: Кретея, Эври-Корбей-Эсона, Мо, Нантера, Понтуаза, Сен-Дени и Версаля. В настоящее время в архиепархии пять вспомогательных епископов.
Согласно статистике на 2004 год в Парижской архиепархии 116 приходов, 1296 священников, 1252 монаха (в том числе 730 иеромонахов), 2500 монахинь и 94 постоянных диакона. Число католиков — 1 548 996 человек (около 70 % общего населения епархии).
Кафедральный собор архиепархии — Собор Парижской Богоматери. Ещё 4 храма архиепархии носят почётный статус «малых базилик»:
- Базилика Нотр-Дам-де-Виктуар (Notre-Dame des Victoires)
- Базилика Божией Матери Неустанной Помощи (Basilique Notre-Dame du Perpétuel Secours)
- Базилика Святого Сердца (Сакре-Кёр, Basilique Sacré-Cœur)
- Базилика Святой Клотильды (Basilique Sainte-Clotilde)

## Знаменитые персоналии
Ряд видных людей в различное время занимали пост парижского епископа (архиепископа). Среди них:
- Святой Дионисий Парижский, священномученик (III век)
- Святой Герман Парижский, основатель аббатства Сен-Жермен-де-Пре (555—576)
- Святой Гуго Руанский (720—730)
- Гозлен, защитник Парижа от норманнов (884—886)
- Пётр Ломбардский, богослов и философ (1159—1160)
- Морис де Сюлли, инициатор строительства Собора Парижской Богоматери (1160—1196)
- Жан дю Белле, кардинал и дипломат (1532—1541)
- Жан Франсуа Поль де Гонди, деятель Фронды (1654—1662)
- Жан Батист Жозеф Гобель, деятель Великой французской революции (1793)
- Жорж Дарбуа, расстрелян коммунарами (1863—1871)
- Жан-Мари Люстиже (1981—2005)

## Епископы Парижа

### До 1000 года
- Дионисий Парижский (умер около 250 года);
- Марцелл (360—436), 9-й епископ Парижа (согласно энциклопедии Britannica);
- Евсевий (около 550 года);
- Герман Парижский (555—576);
- Керавн (умер в 614 году);
- Ландри (Ландерих) (650—661);
- Агильберт (666x668-679x690);
- Гуго Шампанский (720—730);
- Эсхенрад (775—795);[2]
- Евкад;
- Хильдуин;
- Эней (858—870);[3]
- Гозлен (884—886);
- Ансхарих (около 890);
- Готье (?-941);
- Констанций (c. 954?)
- Альберт Фландрский (950—977);
- Рено Вандомский (991—1017).

### С 1000 года по 1300 год
- Жоффруа (1061—1095);
- Гильом де Монфор (1095—1101);
- Галон (Валон) (1104—1116);
- Гвиберт (1116—1123);
- Стефан Санлисский (около 1123—1141);
- Теобальд (около 1143—1159);
- Пётр Ломбардский (1159—1160);
- Морис де Сюлли (1160—1196);
- Эд де Сюлли (1196—1208);
- Пьер де Ла Шапель (Пётр Немурский) (1208—1219);
- Вильгельм Сеньеле, (Guillaume de Seignelay) (1220—1223);[4] (ранее епископ Оксера);
- Бартелеми (1224—1227);
- Гильом Овернский(1228—1249);
- Готье де Шато-Тьерри (с июня по 23 сентября 1249);[5]
- Рено Миньон де Корбей (1250—1268);
- Этьен Тампье (1268—1279);
- Жан де Аллодио (1280—1280 и 23 марта 1280 года);
- Рено де Омблиер (1280—1288);
- Аденольф из Ананьи (около 1289);
- Симон Матифор (Матифарди) (1290—1304).

### С 1300 года по 1500 год
- Гильом де Бофе (1304—1319);
- Этьен де Буре (1319—1325);
- Гуго Мишель (1325—1332);
- Гильом де Шанак (1332—1342), (умер в 1348 году);
- Фульк де Шанак (1342—1349);
- Одуэн-Обер (1349—1350);
- Пьер де Лафоре (1350—1352)
- Жан Мёланский (также епископ Нуайона) (1353—1363);
- Этьен де Пуасси (1362—1373);
- Эмери де Маньяк (1373—1384);
- Пьер д’Оржемон, переведён с кафедры епископа Теруана (1384—1409);
- Жерар де Монтегю (1409—1420), переведён с кафедры Пуатье (1409);
- Жан Куртекюисс (1420—1421);
- Жан де ла Рошталье (1421—1422), переведён на Руанскую кафедру (1422);
- Жан IV Нантский, (1423—1426), переведён с кафедры Вьенна (1423);
- Жак дю Шателье (1427—1438);
- Дени дю Мулен (1439—1447);
- Гильом Шартье (1447—1472);
- Луи де Бомон де ла Форе (1473—1492);
- Жерар Гобей (1492?-1492/1493?);
- Жан-Симон де Шампиньи (1492—1502).

### С 1500 года
- епископ Этьен де Поншер (1503—1519);
- епископ Франсуа де Поншер (1519—1532);
- кардинал Жан дю Белле (1532—1551);
- епископ Эсташ дю Белле (1551—1563);
- епископ Гильом Виоль (1564—1568);
- кардинал Пьер де Гонди (1573—1597);
- кардинал Анри де Гонди (16 июня 1597 — 14 августа 1622).

## Архиепископы Парижа
Епархия Парижа была возведена в ранг архиепархии 20 октября 1622 года.
- архиепископ Жан-Франсуа де Гонди (1622—1654);
- кардинал Жан Франсуа Поль де Гонди (21 марта 1654 — 15 февраля 1662);
- архиепископ Пьер де Марка (1662—1662);
- архиепископ Ардуэн де Перефикс де Бомон (1662—1671);
- архиепископ Франсуа Арле де Шанваллон (1671—1695);
- кардинал Луи-Антуан де Ноай (19 сентября 1695 — 4 мая 1729);
- архиепископ Шарль-Гаспар-Гильом де Винтимиль дю Люк (1729—1746);
- архиепископ Жак Бонн-Жиго де Бельфон (1746);[6]
- архиепископ Кристоф де Бомон (1746—1781);
- архиепископ Антуан-Элеонор-Леон Ле Клерк де Жюинье (1781—1793, номинально до 1802);[7]
  - епископ Жан Батист Жозеф Гобель (1791—1793) — назначение не признано папой и де-юре епархию продолжал возглавлять Жюинье. В 1793 году Гобель отрекся от сана, что привело к упразднению парижской кафедры, и вскоре был казнён по указанию Робеспьера за приверженность атеизму и эбертизму;
    - Кафедра временно упразднена во время Французской революции
- кардинал Жан Батист де Беллуа-Морангль (10 апреля 1802 — 10 июня 1808);
- вакантно (1808—1817) / кардинал Жан-Сифрен Мори (1810—1817) (не утверждён);
- кардинал Александр-Анжелик де Талейран-Перигор (1 октября 1817 — 20 октября 1821);
- архиепископ Гиацинт Луи де Келен (1821—1839)[8];
- архиепископ Дени Огюст Афр (1840—1848);
- архиепископ Мари Доминик Огюст Сибур (1848—1857);
- кардинал Франсуа-Никола-Мадлен Морло (1857—1862);
- архиепископ Жорж Дарбуа (1863—1871);
- кардинал Жозеф-Ипполит Гибер (1871—1886);
- кардинал Франсуа-Мари-Бенжамен Ришар де ла Вернь (1886—1908);
- кардинал Леон-Адольф Аметт (1908—1920);
- кардинал Луи-Эрне Дюбуа (1920—1929);
- кардинал Жан Вердье (1929—1940);
- кардинал Эммануэль-Селестен Сюар (1940—1949);
- кардинал Морис Фельтен (1949—1966);
- кардинал Пьер Вёйо (1966—1968);
- кардинал Франсуа Марти (1968—1981);
- кардинал Жан-Мари Люстиже (1981—2005);
- кардинал Андре Вен-Труа (2005—2017);
- архиепископ Мишель Опети (2017—2021);
- архиепископ Лоран Юльриш (2022 — по настоящее время).

## Источник
- Annuario Pontificio, Libreria Editrice Vaticana, Città del Vaticano, 2003, ISBN 88-209-7422-3